# Johan Fabricius
Johan Fabricius, född 24 augusti 1899 i Bandung, död 21 juni 1981 i Glimmen, var en nederländsk författare.
Johan Fabricius föddes i Nederländska Ostindien, där hans far var ämbetsman, gick i skola i Batavia och Leiden. Fabricius utbildade sig först till konstnär, verkade under första världskriget som krigskorrespondent och debuterade 1924 med romanen De scheepjongens van Bontokoe och skrev sedan en lång rad färgrika romaner med motiv från historien och samtiden. Han vann läsare runt om i världen. Bland hans arbeten märks Charlotte's groote reis (1928, svensk översättning 1936), Komedianten trokken voorbij (1931, svensk översättning 1934) och Melodie der verten (1932, svensk översättning 1935) som bildar en trilogi med ämne från det sena 1700-talets Italien. Vidare märks Leeuwen hongeren in Napels (1934, svensk översättning 1937), Kasteel in Karinthiè (1938, svensk översättning 1940) och Eiland der demonen (1941, svensk översättning 1944), den sistnämnda en skildring från Bali där Fabricius växte upp.